# فينتشنزو ريجينا
فينتشنزو ريجينا (بالإيطالية: Monsignore Vincenzo Regina)‏ هو قسيس مسيحي إيطالي، ولد في 9 مايو 1910 في ألكامو في إيطاليا، وتوفي بنفس المكان في 3 أغسطس 2009.